# Королёв, Денис Геннадьевич
Денис Геннадьевич Королёв (род. 29 июля 1991) — российский самбист, чемпион России, мастер спорта России международного класса (2017).

## Биография
Вырос во Владикавказе. Там же начал заниматься самбо. Позже семья переехала в Краснодар. Там он возобновил тренировки. Его тренером стал Игнат Владимирович Саакян. В 2014 году стал чемпионом России.

## Спортивные результаты
- Чемпионат России по самбо 2014 года — ;
- Международный турнир по самбо категории «А» на призы Заслуженного мастера спорта России Асламбека Аслаханова — ;